# Saint-Ignan
Saint-Ignan település Franciaországban, Haute-Garonne megyében. Lakosainak száma 222 fő (2022. január 1.). Saint-Ignan Le Cuing, Larcan, Lodes, Saux-et-Pomarède és Bordes-de-Rivière községekkel határos.

## Népesség
A település népessége az elmúlt években az alábbi módon változott:
| Lakosok száma | 236  | 220  | 198  | 255  | 247  | 238  | 226  | 228  | 229  | 222  |
|               | 1968 | 1982 | 1990 | 2006 | 2013 | 2015 | 2017 | 2019 | 2020 | 2022 |